# Елеярви
Елеярви — озеро на территории Пенингского сельского поселения Муезерского района Республики Карелии.

## Общие сведения
Площадь озера — 1,3 км², площадь водосборного бассейна — 107 км². Располагается на высоте 201,5 метров над уровнем моря.
Форма озера лопастная, продолговатая: вытянуто с северо-запада на юго-восток. Берега изрезанные, каменисто-песчаные, местами заболоченные.
Через озеро протекает река Тумба, которая в дальнейшем, меняет своё название на Сонго и, протекая цепочку озёр «Кяткиозеро (с притоком из озёр Кальгъярви и Пизанца) → Тумасозеро → Унутозеро → Сонго», в итоге впадает в озеро Селецкое.
Код объекта в государственном водном реестре — 02020001111102000007376.